# Het grote ongeduld
Het Grote Ongeduld is een kortfilm-festival waarop eindwerken getoond worden van alle Belgische filmscholen. De eerste editie vond plaats in 1992. Het festival wordt georganiseerd door Trefcentrum Y' (dienst Cultuur) van de Vrije Universiteit Brussel.
Winnaars 20ste Editie 2013

Voor beste fictie: Face It van Nick De Vucht (NARAFI) Push It-prijs 

voor beste animatie:  Rebird van Koen De Gussem (RITS) Push It-prijs 

Lichtpuntprijs: La femme, c’est nous van Emilie Plouvier (RITS)     

CBA-prijs : As She Left van Alexandra Longuet (IAD)

La Trois-prijs: Le Fils du Blanc van Maxence Robert (IAD)